# Geonoma undata
Geonoma undata là loài thực vật có hoa thuộc họ Arecaceae. Loài này được Klotzsch mô tả khoa học đầu tiên năm 1847.

## Hình ảnh

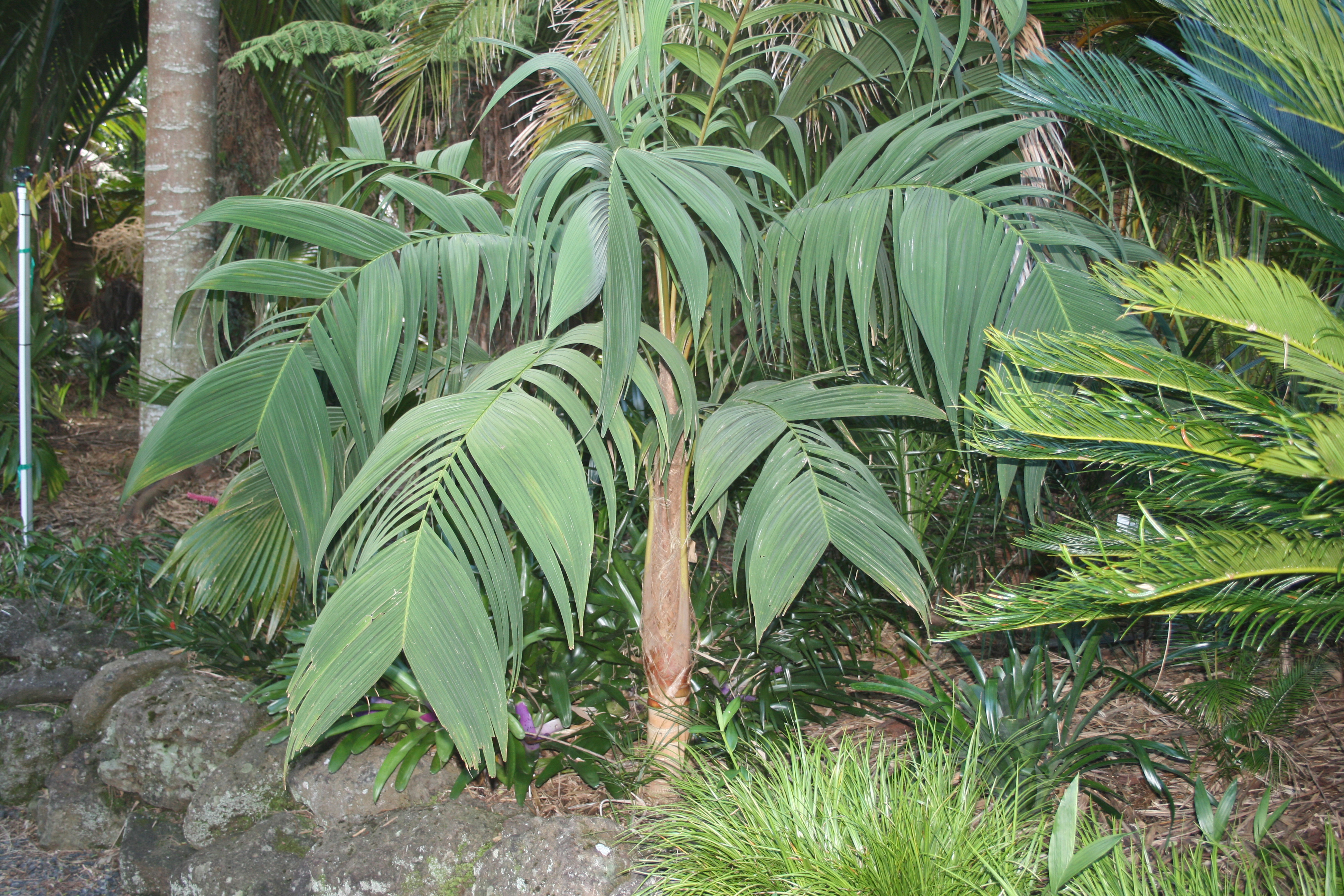